# Heinrich Thorbecke
Andreas-Heinrich Thorbecke (Meiningen, 1837. március 14. – Mannheim, 1890. január 3.) német orientalista.

## Élete
Több német egyetemen filológiát tanult, majd Münchenben és később, 1864-ben Lipcsében keleti nyelveket. 1868-ban heidelbergi magántanár lett, 1873-ban ugyanott rendkívüli tanár, 1887-ben Halléban egyetemi rendes tanár. Elsősorbann az arab nyelvet és költészetet tanulmányozta, és szaktekintélynek számított ezen a területen.

## Főbb művei
- Antarah, ein vorislamitischer Dichter (Heidelberg, 1867)
- Al-Harîris-Durrat-al-Gawwâsz (Lipcse, 1871)
- Al-Aschas Lobgedicht auf Mahammad (Morgenländische Forschungen, Lipcse, 1875)
- Ibn Duraids Kitab al-malâhin (Heidelberg, 1882)
- Die Muffaddalijat (1 füzet, Lipcse, 1885)
- Mîhâîl Sabbâg's Grammatik der arabischen Umgangssprache in Syrien und Aegypten (Strassburg, 1886)